# 뮤직하운드
뮤직하운드(영어: MusicHound, musicHound)는 1996년부터 2002년까지 비저블 잉크 프레스에서 출판한 음악 가이드 책이다. 11권의 음반 가이드를 낸 후 뮤직하운드 시리즈는 옴니버스 프레스가 아메리카 이외의 책을 배급하기 위해 세운 뮤직 세일스 그룹에 판매되었다. 책의 저자는 게리 그래프로 디트로이트 프리 프레스에서 음악 비평가로 활동했었다.
"에센셜 앨범 가이드"라는 부제가 붙은 책은 보통 음악가의 경력에 대한 개요와 "무엇을 사야하는가", "그 다음에는 무엇을 사야하는가", "무엇을 사지 말하야하는가", "찾을 가치가 있는가"와 같은 범주로 작품을 분류했다. 음반 가이드에는 록, 블루스, 클래식, 컨트리, 포크, R&B, 재즈, 라운지, 월드 뮤직, 스윙, 사운드트랙 등의 버전이 출판되었다. 책에서는 별점 대신 음반의 점수를 뼈로 표기하였으며, 가장 높은 점수인 뼈 다섯 개는 굵은 글씨로 "woof!"라고 쓰여 있다.
그래프는 뮤직하운드가 음반 구매자들의 가이드라고 말했다. 그래프는 "좋은 레코드 가게 점원처럼 당신이 진열대를 들여다 보고 있는 동안 만나는 것"이라고 언급했다.

## 이외
MusicHound Rock: The Essential Album Guide (1996)
- Edited by Gary Graff

MusicHound Classical: The Essential Album Guide (1996)
- Edited by Garaud Mactaggart

MusicHound Country: The Essential Album Guide (1997)
- Edited by Brian Mansfield and Gary Graff

MusicHound Blues: The Essential Album Guide (1998)
- Edited by Leland Rucker; foreword by Al Kooper

MusicHound Folk: The Essential Album Guide (1998)
- Edited by Neal Walters and Brian Mansfield;[5] foreword by Mark Moss[6]

MusicHound R&B: The Essential Album Guide (1998)
- Edited by Gary Graff, Josh Freedom du Lac and Jim McFarlin

MusicHound Jazz: The Essential Album Guide (1998)
- Edited by Steve Holtje and Nancy Ann Lee

MusicHound Lounge: The Essential Album Guide to Martini Music and Easy Listening (1998)
- Edited by Steve Knopper

MusicHound Swing!: The Essential Album Guide (1999)
- Edited by Steve Knopper

MusicHound Soundtracks: The Essential Album Guide to Film, Television and Stage Music (1999)
- Edited by Didier C. Deutsch; forewords by Lukas Kendall and Julia Michels[10]

MusicHound World: The Essential Album Guide (2000)
- Edited by Adam McGovern; forewords by David Byrne and Angélique Kidjo[11]